# Springerville
Springerville est une ville du comté d'Apache dans l'état d'Arizona aux États-Unis.
Sa population était de 1 961 habitants en 2010.

## Démographie
| Groupe            | Springerville | Arizona | États-Unis |
| ----------------- | ------------- | ------- | ---------- |
| Blancs            | 83,9          | 73,0    | 72,4       |
| Autres            | 5,8           | 12,1    | 6,4        |
| Amérindiens       | 5,4           | 4,6     | 0,9        |
| Métis             | 3,6           | 3,4     | 2,9        |
| Asiatiques        | 1,0           | 2,8     | 4,8        |
| Afro-Américains   | 0,3           | 4,1     | 12,6       |
| Total             | 100           | 100     | 100        |
|                   |               |         |            |
| Latino-Américains | 24,6          | 29,7    | 16,7       |

Selon l'American Community Survey, pour la période 2011-2015, 77,13 % de la population âgée de plus de 5 ans déclare parler l'anglais à la maison, alors que 15,94 % déclare parler l'espagnol, 2,84 % le navajo, 2,02 % le hongrois, 1,09 % l'allemand et 0,98 % une autre langue.
| 1880 | 1890 | 1910 | 1920 | 1930 | 1950 |
| ---- | ---- | ---- | ---- | ---- | ---- |
| 364  | 443  | 296  | 479  | 565  | 689  |

| 1960 | 1970  | 1980  | 1990  | 2000  | 2010  |
| ---- | ----- | ----- | ----- | ----- | ----- |
| 719  | 1 151 | 1 452 | 1 802 | 1 972 | 1 961 |